# قطنية درهمية
القطنية الدرهمية (باللاتينية: Cotoneaster nummularius) نوع نباتي يتبع جنس القطنية من الفصيلة الوردية.

## الموئل والانتشار
موطنها بلاد الشام وسيناء والمغرب العربي وقبرص وتركيا والقوقاز.

## مرادفات للاسم العلمي
- (باللاتينية: Cotoneaster fontanesii var. nummularius (Fisch. & C. A. Mey.) Regel)
- (باللاتينية: Cotoneaster integerrimus var. nummularius (Fisch. & C. A. Mey.) Fiori)
- (باللاتينية: Cotoneaster racemiflorus var. meyeri Zabel, nom. nov.)
- (باللاتينية: Cotoneaster racemiflorus var. nummularius (Fisch. & C. A. Mey.) Dippel)